# Abrostola bicyclata
Abrostola bicyclata är en fjärilsart som beskrevs av M.Gaede. Abrostola bicyclata ingår i släktet Abrostola och familjen nattflyn. Inga underarter finns listade i Catalogue of Life.